# María Fernández Granados
María Fernández Granados (Utrera, 1922 - 5 de febrero de 2005), más conocida como  María la Perrata, fue una cantaora gitana de flamenco española.

## Biografía
María Fernández Granados nació en Utrera (Sevilla) en 1922. Hija de Gaspar Fernández Jiménez y Teresa Granado Peña. Perteneció a una familia gitana de gran tradición flamenca. Hermana de "Perrate" y casada con Bernardo Peña Vargas (tratante de ganado), a quien conoció a los trece años, fue madre del cantaor Juan Peña el Lebrijano y del guitarrista Pedro Peña, abuela del pianista internacionalmente reconocido David Peña "Dorantes". 
Tía de Gaspar Fernández Fernández (Gaspar de Utrera) , Gaspar Fernández Soto (Gaspar de Perrate) y Tomás Fernández Soto (Tomás de Perrate).
Son, por tanto, varias generaciones las que han hecho de la familia de María una de las más respetadas en los ambientes flamencos del Cante Gitano.
Ha colaborado en discos como los volúmenes siete, ocho, nueve, once y veintidós de la serie Rito y geografía del cante, así como en recopilatorios y antologías como la que lleva por título Grandes cantaores del Flamenco. Recibió el Premio Taranto de Oro de Almería y la Insignia de Oro del Rincón del Cante de Córdoba.
Falleció el 5 de febrero de 2005 a los ochenta y tres años, en el municipio sevillano de Lebrija.